# نعيم غارسيا
نعيم غارسيا (بالإسبانية: Naím García)‏ هو لاعب كرة قدم إسباني في مركز نصف الجناح، ولد في 11 يونيو 2002 في مدريد في إسبانيا. لعب مع نادي ليغانيس.

## وصلات خارجية
- نعيم غارسيا على موقع قاعدة بيانات كرة القدم.إي يو (الإنجليزية)
- نعيم غارسيا على موقع Soccerway.com (الإنجليزية)